# マックイーンの絶対の危機
『マックイーンの絶対の危機』（マックイーンのぜったいのピンチ、The Blob）は、1958年のアメリカ合衆国のSF映画。スティーブ・マックイーンの初主演作品である。日本でのテレビ放送時のタイトルは『SF人喰いアメーバの恐怖』、ビデオ発売時のタイトルは『スティーブ・マックィーンの人喰いアメーバの恐怖』。日本公開の際の同時上映作品は『最後の海底巨獣』（監督：アーヴィン・S・イヤワース・ジュニア）。
1972年には『悪魔のエイリアン』という続編（ホラーコメディ）が、また1988年には『ブロブ/宇宙からの不明物体』としてリメイク版も製作されている。2006年、パラマウント映画はスコット・ルーディン製作による再リメイク版を製作すると発表した。2007年公開予定で、『蝋人形の館』の脚本家キャリー・ヘイズとチャド・ヘイズが脚本を担当している。

## ストーリー
アメリカの田舎町に落下した隕石には粘菌状の宇宙生物が付着していた。その塊「ブロブ」は周囲の生物を捕食して増殖していく。不良少年のスティーヴと恋人のジェーンはブロブに侵された老人を医者まで連れて行くが、医師や看護婦も犠牲になる。二人は友人たちの協力を得て警察や住民たちに危機を訴えるが信用されず、この間にブロブは町の中心部へと侵入し、大パニックへと発展していく。

## キャスト
| 役名                       | 俳優                     | 日本語吹替                                     | 日本語吹替                           | 日本語吹替 |
| 役名                       | 俳優                     | 日本テレビ版                                   | フジテレビ版                         |            |
| -------------------------- | ------------------------ | ---------------------------------------------- | ------------------------------------ | ---------- |
| スティーヴ・アンドリュース | スティーブ・マックイーン | 伊武雅巳                                       | 宮部昭夫                             |            |
| ジェーン・マーティン       | アニタ・コルシオ         | 水沢有美                                       | 鷲尾真知子                           |            |
| デイヴ警部補               | アール・ロウ             | 森川公也                                       | 小林修                               |            |
| バート                     | ジョン・ベンソン         | 青野武                                         |                                      |            |
| リッチー                   | ジョージ・カラス         | 嶋俊介                                         |                                      |            |
| ハーラン医師               | スティーヴン・チェイス   | 真木恭介                                       |                                      |            |
| トニー                     | ロバート・フィールズ     | 納谷六朗                                       |                                      |            |
| アル                       | アンソニー・フランク     | 野田圭一                                       |                                      |            |
| ムーチ                     | ジェームズ・ボネット     | 田中亮一                                       |                                      |            |
| 老人                       | オーリン・ハウリン       |                                                |                                      |            |
|                            |                          |                                                |                                      |            |
| 演出                       | 演出                     | 本田保則                                       |                                      |            |
| 翻訳                       | 翻訳                     | 宇津木道子                                     |                                      |            |
| 効果                       |                          |                                                |                                      |            |
| 調整                       |                          |                                                |                                      |            |
| 制作                       | 制作                     | 東北新社                                       |                                      |            |
| 解説                       | 解説                     |                                                | 高島忠夫                             |            |
| 初回放送                   | 初回放送                 | 1972年7月19日 『水曜ロードショー』 21:30-22:56 | 1976年1月30日 『ゴールデン洋画劇場』 |            |

- 日本テレビ版吹替はデジタル・リマスター版DVDに収録されている。

## 補記
本来ならば50年代に乱作された低予算B級SF映画のひとつであるが、無名時代のマックイーンが主演していたということで注目され、製作から8年遅れで『大脱走』の後に日本でも公開された。
この映画の主題歌は、「映画の公開を待たずに死んでしまったバーニー・ニー（Bernie Nee）率いるザ・ファイブ・ブロブズ（"The Five Blobs"）による歌と演奏である」と言われていたが、実際には作曲したバート・バカラックが歌と全ての楽器の演奏を多重録音したものである。。
一時代を築いた大スター＝スティーブ・マックイーンの初主演作である本作品の、公開当時、関東・関西とそれぞれ異なる絵柄で制作・配布された宣伝チラシは現在コレクターの間で人気が高く、オークションなどでプレミア価格で取引されている。